# Hydraulischer Hybridantrieb
Der hydraulische Hybridantrieb (englisch hydraulic hybrid vehicle, HHV) ist analog dem Hybridelektrokraftfahrzeug, ein alternatives Antriebskonzept für Fahrzeuge.

## Prinzip des hydraulischen Hybrids
Das Fahrzeug verfügt über einen klassischen Verbrennungsmotor, der Drehmoment beziehungsweise Antriebsleistung bereitstellt. Zusätzlich ist in dem Antriebsstrang mindestens ein hydraulischer Motor integriert, der seine Energie aus einem Druckspeicher (Akkumulator) bezieht. Der Druckspeicher ist mit einem komprimierten Gas und Hydrauliköl gefüllt. Bei der Expansion des Gases wird das Öl verdrängt und fließt durch den hydraulischen Motor in einen Auffangbehälter (Niederdruckspeicher). Beim Bremsen des Fahrzeugs kann ein Teil der Bewegungsenergie zurückgewonnen (rekuperiert) werden, indem eine im Antriebsstrang integrierte Pumpe das Öl aus dem Niederdruckbehälter zurück in den Druckspeicher pumpt. Dabei wird die Gasblase in dem Druckspeicher wieder komprimiert. 
In der Regel wird eine hydrostatische Kolbenmaschine als Motor verwendet. Dasselbe hydrostatische Aggregat kann für die Rückgewinnung der Energie als Pumpe betrieben werden.

## Nutzen des hydraulischen Hybridantriebs
Gegenüber einem konventionellen Fahrzeug mit nur einem Verbrennungsmotor kann der Verbrauch und der Ausstoß von Emissionen verringert werden. Dies gelingt zum einen durch die Rückgewinnung der kinetischen Energie und zum anderen durch die Vermeidung ungünstiger Betriebszustände für den Verbrennungsmotor. 
Die Energierückgewinnung mindert außerdem den Bremsenverschleiß.

## Arten des hydraulischen Hybridantriebes
Wie beim elektrischen Hybrid kann man zwischen seriellem, parallelem oder leistungsverzweigtem Hybrid unterscheiden. 

## Vor- und Nachteile gegenüber den elektrischen Hybridfahrzeugen
Aktuell ist kein Serien-Fahrzeughersteller bekannt, der erwägt, einen hydraulischen Hybridantrieb einzusetzen. Hydraulikanlagen und Hydrostaten haben insbesondere Probleme mit den Geräuschen.
Wenn aber eine ausreichend leistungsstarke Hydraulikanlage bereits an Bord ist, kann auch ein hydraulischer Hybrid- oder Fahrantrieb Sinn machen. Folgerichtig handelte es sich bei den ersten seriennahen Fahrzeugen von unterschiedlichen Herstellern um Mülllastwagen. Ein Fahren über längere Strecken ohne Verbrennungsmotor ist beim hydraulischen Hybrid kaum möglich, Lastspitzen bei der Müllanlage als auch beim Anfahren des Fahrzeugs können aber abgefangen und Bremsmomente rekuperiert werden.